# 南門市場

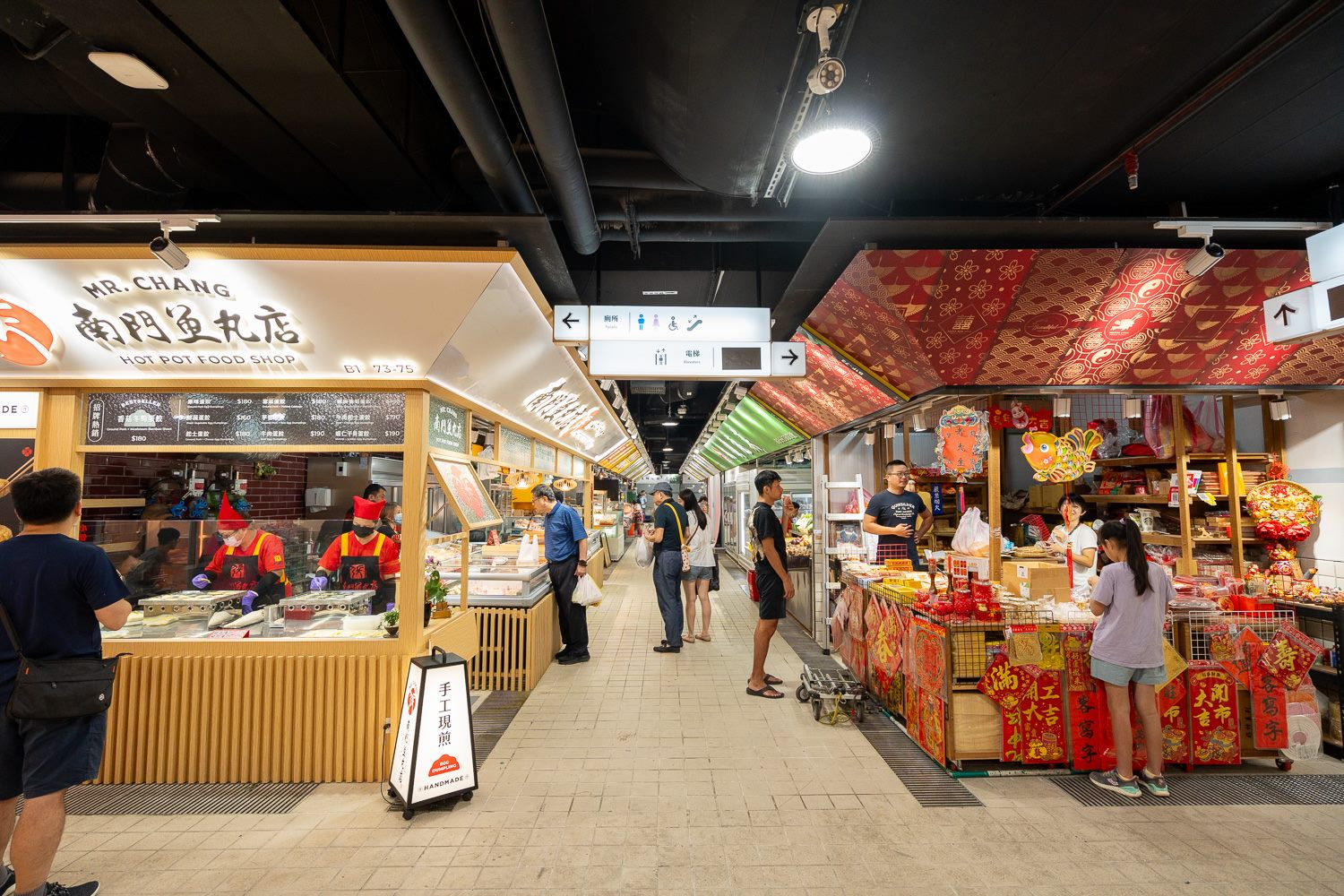
南門市場一樓室內攤位

臺北市公有南門市場，簡稱南門市場。是一座位在臺北市中正區的公有傳統市場，前身為日治時期的千歲町市場。與鄰近的東門市場同樣以外省眷村乾貨及熟食聞名。
南門市場與中正區行政中心等台北市政府所屬公務機關共同進駐於南門大樓，拆除重建的新大樓規劃與台北捷運中正紀念堂站出入口連通。

## 歷史

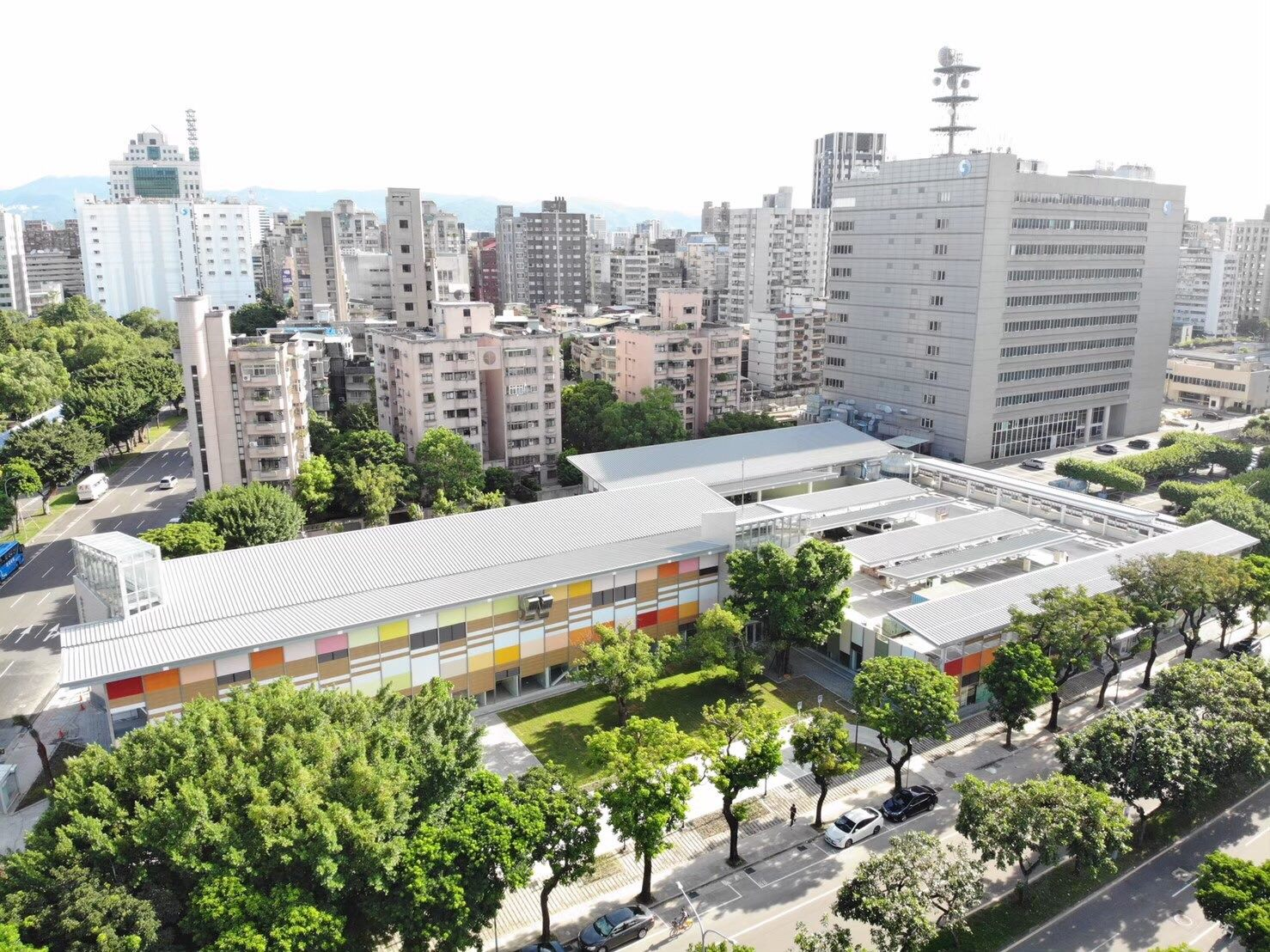
2019年─2023年使用的南門中繼市場

1907年（明治四十年），該處原為田野之處，因地方需求，當局變隴畝為市場，在原本田野之處新建市場，位置即今日的南門市場所在。該市場離臺北城南門不遠，當時被稱為「南門外市場」。
1922年（大正十一年），臺北市實施町名改正，該地改稱為千歲町，故配合地名，改名為千歲町市場（也稱千歲市場）。
1926年（大正十五年），因原有空間不敷使用，管理當局決定增建一棟以經營五金、文具、藥品、皮鞋等商品交易為主要用途之建築，並嚴格限制商場內部營業種類。
1946年（民國三十五年），擴充市場外側攤位，增加魚、肉、蔬菜類等攤位，成為臺北市當時最具規模且的商品種類最齊全的傳統市場之一；同時，再度更名為南門市場。
1979年6月，市場配合臺北市各行政區籌建行政大廈計畫暫時遷至南海路臨時位址營業。
1981年6月20日，全體攤商遷入新建完工之商場營業；完工後，南門市場內部空間總面積約為2,254坪，並分為地下一樓及地上一、二樓共三大區域；一樓以熟食及南北貨為主要品項，二樓以百貨、飲食為主要項目，地下一樓以生鮮蔬果、魚、肉及南北貨為主要品項。
2019年10月7日，市場配合原址改建新南門大樓工程因此遷至杭州南路二段臨時位址營業，並於10月17日集體移至位於杭州南路二段的南門中繼市場。為了方便民眾前往消費，臺北市政府在過渡期間加派免費接駁車接送。
2023年9月29日，南門中繼市場停業，市場搬遷回改建完成之南門大樓並於10月7日試營運。

## 獲獎與榮譽
| 年份   | 獲提名   | 獎項                 | 結果 |
| ------ | -------- | -------------------- | ---- |
| 2016年 | 南門市場 | 經濟部認證四星等市場 | 獲獎 |
| 2016年 | 南門市場 | 經濟部認證特色市場   | 獲獎 |
| 2020年 | 南門市場 | 經濟部認證五星等市場 | 獲獎 |

## 外部連結
- 南門中繼市場  臺北旅遊網 （页面存档备份，存于）
- 南門市場 （页面存档备份，存于）
- 南門市場的Facebook專頁